# Rainer Henkel
Rainer Henkel (n. 27 februarie 1964, Leverkusen, Germania) este un înotător german, medaliat olimpic. A participat la 2 ediții ale Jocurilor Olimpice (1984, 1988) în care a câștigat o medalie de bronz.